# Muscisaxicola
Muscisaxicola là một chi chim trong họ Tyrannidae.